# Titulair bisschop

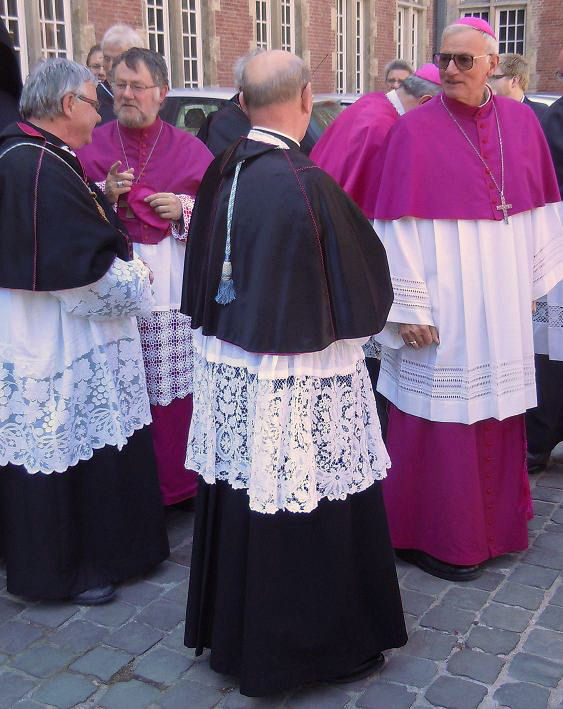
Jean Kockerols (met baard) is sinds 2011 titulair bisschop van Ieper

Een titulair bisschop of een titulair aartsbisschop is in de Rooms-Katholieke Kerk een bisschop of aartsbisschop zonder eigen bisdom. Hij wordt gewijd op titel van een bisdom dat ooit heeft bestaan, meestal in de eerste eeuwen van het christendom of onder het ancien régime. Het betekent meteen dat de titularis geen jurisdictie heeft over een eigen bisdom. Hij heeft wel dezelfde privileges als aan het hoofd van een bisdom zetelende bisschoppen. Net als zetelende bisschoppen wordt de titulaire bisschop benoemd door de paus en krijgt hij de wijding als bisschop.
Kardinalen, de secretarissen van de Romeinse congregaties (de "ministers" van de paus), apostolische vicarii in de missiegebieden, nuntii en vroeger de bisschoppen-coadjutores worden vaak in een dergelijke bisschopszetel benoemd. In de praktijk is een hulpbisschop zonder recht van opvolging altijd titulair bisschop.

## In partibus infidelium
Tot 1882 werd het titulaire bisdom van deze bisschoppen aangeduid met in partibus infidelium (IPI) of in partibus (IP), oftewel "in de gebieden van de ongelovigen", wanneer het om bisdommen ging uit de begintijd van het christendom die in de loop van de eeuwen verdwenen waren, bijvoorbeeld door kerkelijke twisten of "heidense" veroveringen. Vóór de Reformatie waren dit de niet-christelijke gebieden in bijvoorbeeld Klein-Azië, later werden er de niet-katholieke gebieden mee bedoeld, waarvan het bisdom Utrecht een voorbeeld was in de periode van de Hollandse Zending tussen 1592 en 1853. De eerste bisschoppen In partibus infidelium werden onder Paus Leo X benoemd. Onder paus Pius V werd deze term voor het eerst op grote schaal gebruikt.
Een bisschop in partibus infidelium had niet de rechtsmacht van de residerende diocesane bisschoppen die in hun bisdommen verblijven en deze ook besturen. De bisschop "IPI" had wél wijdingsmacht.
Lodewijk Rogier meldt in zijn Katholieke herleving hoe "i.p.i.-bisschoppen" in de 19e eeuw nog over elkaar spraken in verwijzing naar hun verre zetels: zou 'Curium' (te weten: bisschop Cornelis van Wijckerslooth, van Curium i.p.i.) dit wel goed vinden? Zou 'Gerra' (ofwel bisschop Zwijsen, van Gerra (Gambarogno) i.p.i.) hier geen moeite mee hebben?
In 1882 werd de aanduiding door een circulaire van de Congregatie de Propaganda Fide vervangen door titulair bisschop, maar het begrip wordt informeel nog wel gehanteerd. De correcte wijze om een dergelijke bisschop aan te duiden is nu "N.N. Archiepiscopus Corinthius in Achaiâ" of "N.N. titulair aartsbisschop van Korinthe".

## België
In België worden soms de titels van twee voormalige bisdommen toegekend, die van Ieper en van Tongeren.

## Nederland
In Nederland wordt soms de titel van één verdwenen bisdom toegekend, die van Maastricht. In 1970 werd emeritus-bisschop Petrus Moors van Roermond op eigen verzoek benoemd tot titulair bisschop van Maastricht, ’s lands oudste bisschopszetel. Die zetel was weliswaar na geweld verplaatst naar Luik  maar de stad was nooit opgenomen in de lijst van verlaten bisdommen. De stad bleef immers ook zonder een daar residerende bisschop meer dan duizend jaar een katholieke stad; de Reformatie kreeg er geen voet aan de grond.
Moors’ opvolger in Roermond, Joannes Gijsen, werd na zijn aftreden eveneens titulair bisschop van Maastricht. De titels van de voormalige bisdommen Deventer en Middelburg, opgericht in 1559 en niet hersteld in 1853, zijn vooralsnog niet toegekend.
Kardinaal Johannes Willebrands was titulair bisschop van Mauriana in Mauretania Cæsariense, een bisdom dat al eeuwen alleen nog in naam bestaat.